# Hille, Minden-Lübbecke
Hille là một đô thị ở huyện Minden-Lübbecke, thuộc bang Nordrhein-Westfalen, nước Đức. Đô thị Hille, Minden-Lubbecke có diện tích 102,99 km².
Hille có cự ly khoảng 10 km về phía đông của Lübbecke và 15 km về phía tây bắc của Minden.
Đô thị giáp ranh:
- Minden
- Espelkamp
- Petershagen
- Lübbecke
- Bad Oeynhausen
- Hüllhorst
- Uchte

Hille bao gồm 9 khu dân cư:
- Hille-Dorf
- Hartum
- Nordhemmern
- Holzhausen II
- Südhemmern
- Eickhorst
- Rothenuffeln
- Oberlübbe
- Unterlübbe